# Google Voice
Google Voice è un servizio telefonico che fornisce servizi di inoltro delle chiamate, messaggistica vocale e di testo, nonché la possibilità di effettuare chiamate nazionali e internazionali per i clienti degli account Google situati negli Stati Uniti e in Canada. Il servizio è stato lanciato da Google l'11 marzo 2009, dopo che la compagnia ha acquisito il servizio '''Grand Central'''. Il servizio è disponibile in Italia dal 4 agosto 2011, ma è necessario verificare il numero di telefono selezionato con un numero di telefono di un operatore (non virtuale) statunitense.

## Descrizione
Google Voice fornisce un numero di telefono statunitense, scelto dall'utente dai numeri disponibili nei prefissi selezionati, gratuitamente per ogni account utente. Le chiamate a questo numero vengono inoltrate ai numeri di telefono che ciascun utente deve configurare nel portale web dell'account. È possibile specificare più destinazioni che squillano contemporaneamente per le chiamate in entrata. L'istituzione del servizio richiede un numero di telefono degli Stati Uniti. Un utente può rispondere e ricevere chiamate su qualsiasi telefono che squilla come configurato nel portale web. Durante una chiamata ricevuta, l'utente può passare tra i telefoni configurati.
Gli utenti negli Stati Uniti possono effettuare chiamate verso destinazioni nazionali e internazionali. Le chiamate possono essere avviate da qualsiasi telefono configurato, nonché dall'app mobile o dal portale dell'account. A partire da agosto 2011, gli utenti di molti altri paesi possono anche effettuare chiamate in uscita dall'applicazione basata su web ai numeri di telefono nazionali e internazionali.
A dicembre 2010 erano disponibili anche molti altri servizi Google Voice, come posta vocale, messaggi di testo gratuiti, cronologia chiamate, chiamate in conferenza, filtro delle chiamate, blocco delle chiamate indesiderate e trascrizione vocale al testo dei messaggi di posta vocale. In termini di integrazione del prodotto, trascrizioni e messaggi vocali audio, le notifiche delle chiamate perse e/o i messaggi di testo possono facoltativamente essere inoltrati a un account e-mail a scelta dell'utente. Inoltre, i messaggi di testo possono essere inviati e ricevuti tramite l'e-mail o l'interfaccia IM familiare leggendo e scrivendo messaggi di testo in numeri rispettivamente in Google Talk (testo da PC a telefono). La videoconferenza a più vie di Google Voice (con supporto per la condivisione dei documenti) è ora integrata con Google+ Hangouts.
Il servizio è configurato e gestito dall'utente in un'applicazione basata sul Web, in stile in base al servizio di posta elettronica di Google, Gmail o con app Android e iOS su smartphone o tablet. Google Voice al momento offre chiamate da PC a telefono gratuite negli Stati Uniti e in Canada e chiamate vocali e video da PC a PC in tutto il mondo tra gli utenti del plug-in del browser Google+ Hangouts (disponibile per Windows, Mac OS X basato su Intel e Linux).
Quasi tutte le chiamate nazionali e in uscita verso gli Stati Uniti (tra cui Alaska e Hawaii) e Canada sono attualmente gratuite da Stati Uniti e Canada, e invece sono al prezzo di 0,01 dollari per minuto da tutto il resto del mondo. Le chiamate internazionali sono fatturate in base a un programma pubblicato sul sito web di Google Voice.
Alla fine del 2009, Google Voice contava circa 1,4 milioni di utenti, di cui 570 000 hanno utilizzato il servizio 7 giorni su 7. Questo numero è aumentato notevolmente dopo che Google ha reso la transizione del proprio servizio Google Voice da "solo invito" a essere disponibile per tutti gli utenti Gmail negli Stati Uniti. Un post sul blog Wired ha riportato una cifra di 3,5 milioni nel 2013
I clienti dell'account Google nella maggior parte degli altri Paesi diversi da Stati Uniti e Canada possono accedere ai servizi di terminazione delle chiamate solo tramite l'integrazione con Google Hangouts.

## Panoramica
Google offre chiamate vocali da PC a PC gratuite in tutto il mondo. Come descritto sopra, gli utenti di Google Voice in molti paesi possono effettuare chiamate a basso costo verso numeri di telefono internazionali e Template: A partire da maggio anche effettuare chiamate da PC a telefono gratuite negli Stati Uniti e in Canada. Vincent Paquet, cofondatore di GrandCentral che è diventato senior product manager di Google, ha dichiarato che nel 2009 si aspetta che il servizio domestico di Google Voice rimanga gratuito perché i costi operativi sono così bassi e, "Possiamo generare entrate sufficienti dalle chiamate internazionali per supportare il servizio." Diversi arestapo questa previsione, il servizio rimane gratuito.
Un numero di telefono locale di Google Voice per le chiamate in arrivo è attualmente disponibile solo per gli utenti negli Stati Uniti. Gli utenti possono selezionare un singolo numero di telefono degli Stati Uniti da vari prefissi. Le chiamate in entrata al numero possono squillare simultaneamente qualsiasi telefono configurato dall'utente o la funzione Google Talk dell'account. In base al numero chiamante o al gruppo di contatto (ad es. Famiglia, Amici, Lavoro) o all'ora del giorno (ad es. Disattivazione di un telefono di casa durante l'orario lavorativo e instradamento di chiamate a numero di cellulare o di lavoro), i singoli numeri possono essere configurati per squillare. Il servizio include anche la posta vocale con trascrizione automatizzata di messaggi vocali indicizzabile, accessibile tramite browser Web, posta elettronica o telefono. Google Voice consente il blocco automatico di numeri noti, ad es. Telemarketing, la possibilità di cambiare linea in chiamate intermedie, saluti differenziati della segreteria in base al chiamante, inoltro SMS (Short Message Service) e registrazione delle chiamate.
In precedenza, i clienti di Gizmo5, un fornitore di servizi SIP (Session Initiation Protocol) acquisito da Google, potevano inoltrare le chiamate al proprio servizio Gizmo a cui è possibile rispondere utilizzando un'applicazione per computer gratuita, un'applicazione Web o un hardware telefonico basato su SIP.  Google ha interrotto il servizio Gizmo5 il 3 aprile 2011.
Esistono diversi servizi di numeri virtuali concorrenti, come eVoice. I servizi di numerazione personale sono disponibili nel Regno Unito dal 1993, in modo simile al servizio True Connections 500 di AT & T offerto negli anni '90 negli Stati Uniti. Il servizio AT & T richiedeva il coinvolgimento diretto di AT & T per modificare l'elenco dei numeri di telefono, mentre il servizio Google è configurabile dall'utente sull'applicazione web.
La voce originale di GrandCentral e Google Voice apparteneva all'attrice e voce fuori campo, Laurie Burke , ma è stato sostituito da registrazioni di Kiki Baessell, un googler che non aveva esperienza in voice-over professionali, ma è stato scelto per la sua voce piacevole e familiare.

## Storia

### Origini
GrandCentral, fondata nel 2005 da Craig Walker e Vincent Paquet con il finanziamento di Minor Ventures, è stata acquisita da Google il 2 luglio 2007, per 95 milioni di dollari statunitensi in un'operazione guidata da Miles Agha. Sebbene gli utenti di Grand Central siano stati in grado di continuare a utilizzare il servizio dopo l'acquisto, i nuovi utenti non sono stati accettati e Google non ha rilasciato dichiarazioni pubbliche sui propri piani per il servizio. L'11 marzo 2009, la direzione del servizio ha rivelato che il team ci aveva lavorato per tutto quel periodo, apparentemente in segreto, e che veniva rimarchiato "Google Voice". Era per mantenere la maggior parte delle funzionalità originariamente offerte in GrandCentral e aggiungere nuove funzionalità.

### Transizione di Google
Google Voice venne lanciato l'11 marzo 2009, basato su GrandCentral, con nuove funzionalità, tra cui le trascrizioni di messaggi vocali e la gestione degli SMS. Tuttavia, la funzionalità di Ringback Tone di GrandCentral non è stata trasferita su Google Voice. Google ha trasferito i precedenti account GrandCentral a Google Voice e ha annunciato che il servizio avrebbe iniziato ad accettare nuovi membri "entro poche settimane" dall'annuncio.  On June 25, 2009, NBC's Today Show stated that Google Voice would be available nationwide on that day.  Google confirmed this in a Twitter message stating: "Google Voice on NBC Today Show. Invites to people on reservations list starting to go out today." L'espansione è stata inizialmente limitata agli utenti in coda nell'elenco di invito. Anche gli utenti con saldi a pagamento hanno ricevuto un numero limitato di opportunità di invito.
Il 1º luglio 2009, Google Voice ha offerto agli utenti la possibilità di modificare il proprio numero di telefono del servizio per una commissione di 10 dollari negli Stati Uniti.
Il 15 settembre 2009, i servizi di chiamata di GrandCentral sono stati interrotti. Gli abbonati che hanno utilizzato il sito Web potrebbero comunque accedere al sito per recuperare vecchi messaggi e dati. Dopo la cessazione dei servizi telefonici di GrandCentral, gli utenti che non sono passati a Google Voice sono comunque invitati ad aggiornare il proprio account a Google Voice.

### Acquisizione di Gizmo5
Il 12 novembre 2009, Google ha annunciato di aver acquisito Gizmo5 ad un prezzo di 30 milioni di dollari in contanti. Un importante effetto di questo annuncio è stato che Gizmo5 ha sospeso nuove iscrizioni in attesa del rilancio da parte di Google. È stato riferito che Google stava lavorando su un'applicazione desktop, anche se sono circolate voci secondo cui il progetto era stato scartato a favore di una soluzione basata su browser. Il 26 agosto 2010 gli account Gmail con Google Voice hanno ricevuto una funzione per effettuare e ricevere chiamate. Il product manager di Google Voice, Vincent Paquet, ha confermato che questa funzione è stata aggiunta grazie all'aiuto della tecnologia ricevuta dopo l'acquisizione di Gizmo5. Nel 2011, il sito Gizmo5 ha chiuso il servizio ai membri registrati. A partire da gennaio 2012, il sito Web non è più disponibile.

### Disponibilità aperta
Il 22 giugno 2010, Google Voice ha eliminato l'obbligo per gli abbonati di diventare un abbonato e il servizio è diventato disponibile per tutti gli Stati Uniti con un account Google.

### Rifiuto dall'app store di iPhone
Il 27 luglio 2009, Apple Inc. ha rifiutato un'applicazione Google Voice che era stata inviata da Google sei settimane prima. Altre app create per essere utilizzate con Google Voice, come GVdialer, GV Mobile e VoiceCentral, sono state rimosse dall'App Store. Apple afferma che il motivo del rifiuto e delle rimozioni è che queste app hanno sostituito alcune funzioni e funzioni di iPhone.

Un portavoce di Google ha rilasciato questa dichiarazione in merito:
Lavoriamo duramente per portare le applicazioni di Google su un numero di piattaforme mobili, incluso l'iPhone. Apple Inc. non ha approvato l'applicazione Google Voice che abbiamo inviato sei settimane fa all'App Store di Apple. Continueremo a lavorare per portare i nostri servizi agli utenti di iPhone, ad esempio sfruttando i progressi dei browser mobili.
La Commissione federale per le comunicazioni ha aperto un'inchiesta riguardante il rifiuto di Google Voice per l'iPhone. "La FCC ha chiesto perché Apple ha rifiutato l'applicazione Google Voice per l'iPhone e ha rimosso le relative" applicazioni di terzi "dal suo negozio." La FCC ha anche richiesto a Google di inviare una lettera che descriva l'applicazione di Google Voice. "La richiesta fa parte di una più ampia indagine da parte della commissione sulle offerte esclusive tra i gestori di telefoni cellulari e produttori di cellulari per gli hot-phone."
Nella sua risposta alla FCC, Google ha dichiarato che l'applicazione Google Voice utilizza la rete vocale dell'operatore per effettuare telefonate, dispellendo idee sbagliate che si tratta di un'applicazione Voice over Internet Protocol. AT&T ha dichiarato di non avere alcun ruolo nell'approvazione o nel rifiuto dell'applicazione Google Voice. Apple ha dichiarato di non aver rifiutato l'applicazione, ma ha continuato a esaminarla. Un argomento contro il consentire l'applicazione Google Voice su iPhone è che sono preoccupati che sostituisce l'interfaccia utente di iPhone con il proprio; tuttavia molti dialer e app di messaggistica sono disponibili nell'app store.
A seguito del rifiuto da parte di Apple Store, Google ha rilasciato la sua applicazione Google Voice iPhone come app Web nel gennaio 2010 e alcune app come GV Mobile sono disponibili tramite Cydia su iPhone con jailbreak.
Nel settembre 2010, Sean Kovacs, creatore dell'app GV Mobile +, ha annunciato sul suo Twitter che Apple aveva riaccettato l'applicazione, e da allora è stato disponibile per l'acquisto su App Store di Apple. Questa è la seconda app del servizio Google Voice disponibile nell'app store ufficiale della Apple per un anno e mezzo, rilasciata appena un giorno dopo che "GV Connect" era disponibile.
Nel novembre 2010, l'applicazione ufficiale di Google Voice per iPhone è diventata disponibile su App Store negli Stati Uniti, ma non era ancora disponibile in altri paesi.

### Google Hangouts
A settembre 2014, alcune funzionalità di Google Voice sono state integrate nell'applicazione di Google Hangouts, un client di messaggistica istantanea, che sostituisce Google Talk.

### Aggiornamento del 2017
A gennaio 2017, Google ha effettuato i primi aggiornamenti significativi di Google Voice in circa cinque anni per Android, iOS e Web. L'interfaccia utente è stata revisionata con il Material Design. L'MMS di gruppo e di foto è stato supportato nativamente in Voice, non in base all'integrazione di Hangouts. È stata introdotta la trascrizione di messaggi vocali per lo spagnolo e Google ha promesso di fornire nuovi aggiornamenti e funzionalità.

## Funzioni
Le funzioni di Google Voice, molte delle quali ereditate da GrandCentral, includono:
- Un unico numero di inoltro di Google per tutti i telefoni dell'utente
- Chiamate e SMS gratuiti illimitati negli Stati Uniti e in Canada, fino a tre ore di durata individuale.
- Chiamare numeri telefonici internazionali con tariffe che partono da 0,01 dollari statunitensi al minuto[48]
- Filtro chiamate. Annuncio di chiamanti in base al loro numero o tramite una richiesta di identificazione automatica per i numeri bloccati
- Ascoltare la registrazione di un messaggio vocale da parte di qualcuno prima di rispondere a una chiamata (premere 2 durante la risposta, * per "rispondere")
- Blocco delle chiamate da numeri specificati
- Blocco delle chiamate da numeri identificati da Google come telemarketing
- Invia, ricevi e archivia SMS/MMS online
- Risposta alle chiamate in arrivo su qualsiasi telefono configurato
- Routing di chiamate. Selezione dei telefoni che dovrebbero suonare in base al numero chiamante o all'ora del giorno.
- Suonando contemporaneamente tutti i telefoni specificati dall'utente, instradando le chiamate al telefono a cui viene data risposta.
- Trascrizioni di messaggi vocali. Lettura di messaggi vocali online
- Ascolto di messaggi vocali online / tramite app o da una telefonata al tuo account
- Notifica dei messaggi di posta vocale via e-mail o SMS
- Saluti personalizzati basati sul numero di telefono
- Inoltrare o scaricare i messaggi vocali
- Chiamata in conferenza (premere 5 quando si risponde alla chiamata)
- Registrazione delle chiamate e archiviazione online (premere 4 durante una chiamata)
- Passaggio dei telefoni durante una chiamata
- Visualizzazione della posta in arrivo web da un dispositivo/telefono cellulare
- Personalizza le preferenze per i contatti per gruppo
- Avvio e ricezione di chiamate tramite VoIP
- Possibilità di cambiare il tuo numero a pagamento[49]
- Possibilità di trasferire il tuo numero di cellulare a pagamento[50]
- Specificare un numero di telefono esistente anziché il numero di Google Voice nella configurazione iniziale per l'utilizzo con funzionalità limitate, come alcune funzioni di voicemail[51] e utilizzando il sistema di posta vocale per il numero di telefono dell'utente (solo dispositivi mobili).[52]

Mentre molti clienti negli Stati Uniti, oltre agli Stati Uniti, sono stati affidati ai servizi Google Voice, le funzionalità sono ridotte e spesso i clienti ricevono l'addebito per le chiamate verso i propri paesi. Attualmente le chiamate da PC a telefono di Google Voice funzionano solo per le chiamate negli Stati Uniti e in Canada o per le chiamate nazionali o internazionali dagli Stati Uniti e dal Canada; Google prevede di implementarlo per altri paesi, ma non è stato rilasciato un arco temporale. È necessario un numero di telefono degli Stati Uniti per ottenere un numero di telefono di Google Voice per reindirizzare le chiamate in arrivo.

### ID chiamante
Come servizio di deviazione delle chiamate, Google Voice inoltra anche l'identificazione della linea del chiamante (CLID o ID chiamante) delle chiamate in arrivo al servizio telefonico dell'utente. Un utente può scegliere se visualizzare il CLID di un chiamante o il proprio numero di Google Voice quando riceve le chiamate tramite il servizio.
Google Voice utilizza il numero di Google Voice del chiamante come CLID per le chiamate in uscita quando l'utente effettua una chiamata chiamando il numero di Google Voice dell'utente e utilizzando le opzioni di menu del servizio, o quando viene utilizzato il portale degli account basato sul Web per effettuare una chiamata. Con l'introduzione dell'applicazione Google Voice su iPhone, telefoni Android e BlackBerry, gli utenti di Google Voice possono chiamare direttamente dall'app Google Voice con il proprio numero Google Voice come CLID in uscita.

### Applicazione mobile
L'app Google Voice per Android e iOS può automaticamente effettuare chiamate e SMS in uscita tramite il servizio Google Voice dell'utente. Gestisce anche i messaggi e le chiamate in arrivo se l'utente lo desidera. Ciò consente agli abbonati di Google Voice di inviare e ricevere messaggi di testo gratuiti sui loro telefoni cellulari senza pagare un piano tariffario per gli SMS o incorrere in costi di servizio dal proprio gestore di telefonia mobile, purché tutti i testi siano inviati e ricevuti tramite il proprio numero di Google Voice e non il numero fornito dalla compagnia di telefonia cellulare.
Sebbene l'app per iPhone di Google Voice non sia disponibile al di fuori degli Stati Uniti, esistono diversi altri client Google Voice per utenti al di fuori degli Stati Uniti. Ad esempio, il client Android GrooVe offre questo.
Google Voice non supporta ufficialmente gli SMS ai numeri di telefono al di fuori degli Stati Uniti.  A partire dal 1º giugno 2010 Google ha intenzionalmente bloccato i testi internazionali, con l'intenzione di reintrodurre il servizio una volta che i sistemi di fatturazione sono stati implementati.

### Integrazione in Gmail e Google Talk
Quando Google Voice è stato offerto durante i beta test, Gmail Labs ha offerto un componente aggiuntivo in modo che gli utenti possano ascoltare i messaggi Voicemail nella loro casella di posta Gmail. Dal 26 agosto 2010, gli utenti Gmail degli Stati Uniti possono effettuare chiamate verso Stati Uniti, Canada e destinazioni internazionali da Gmail.. Questo è possibile con l'aiuto di un plug-in di chat vocale e video per browser Web per connettersi a telecamere, microfoni e altoparlanti installati nel computer.
Gli utenti possono anche scegliere di avere i loro messaggi di testo, i messaggi vocali trascritti (incluso un allegato audio) e/o le chiamate perse inoltrate al proprio account Gmail. È possibile rispondere alle e-mail di messaggi di testo inoltrati come se fossero normali e-mail. I telefoni SMS compatibili con i contatti possono anche essere aggiunti alla rubrica degli utenti di Gmail o all'elenco di amici di Google Talk in modo che le conversazioni di testo possano essere avviate e sostenute attraverso queste interfacce.

## Limitazioni

### Nessuna chiamata di emergenza
Google Voice si riferisce a se stesso come a una "migliorata applicazione per la gestione delle chiamate" e in quanto tale "non è in grado di effettuare o ricevere chiamate di servizi di emergenza."  Il tentativo di comporre il 911 negli Stati Uniti indica che il numero non è valido, anche il 112 nell'Unione Europea risulta come numero non valido.

### Servizio di SMS internazionale limitato
Google Voice supporta l'invio di messaggi di testo ai numeri di telefono negli Stati Uniti e in Canada, ma gli utenti possono ricevere messaggi di testo da qualsiasi parte del mondo.

### Servizi VoIP
Google Voice consente Voice over IP (VoIP) come beta da entrambi i client Web e Android. In precedenza supportava la segnalazione XMPP, ma non lo fa più. Tuttavia, è stato segnalato che un tempo alcuni utenti potevano ricevere chiamate con i propri account Google Voice tramite SIP (Session Initiation Protocol).

### Dispositivi di terze parti
I produttori di hardware come Obihai Technology hanno creato dispositivi che consentono all'utente domestico di utilizzare i tradizionali telefoni cablati per effettuare e ricevere chiamate tramite la propria connessione a banda larga tramite Google Voice e altri fornitori di servizi..
Supporto terminato da Google Voice per alcuni servizi XMPP a maggio 2014, interruzione del servizio per app di terze parti. I fornitori interessati includono Talkatone, GrooveIP e Obihai. Inizialmente, Obihai raccomandava ai suoi utenti di passare ai fornitori rivali, ma ritornò con il supporto ufficiale di Google Voice per i suoi adattatori telefonici analogici hardware l'11 settembre 2014.
I produttori di software offrono applicazioni, come l'app "GVJack" di PCPhoneSoft.com che converte i dongle magicJack per utilizzare Google Voice. GVJackApp per magicJack e GVMate Phone Adapter sono indipendenti e continuano a funzionare (utilizzando Google Hangouts) dopo che è stato terminato il supporto per XMPP.

### Trasferimento di chiamata e segreteria telefonica
Se il telefono a cui è inoltrata una chiamata non si collega entro 25 secondi, le chiamate vengono indirizzate alla posta vocale di Google Voice.

## Supporto
Google Voice non fornisce alcun numero di contatto per l'assistenza telefonica diretta. Tuttavia, gli utenti possono accedere al Centro assistenza di Google Voice e utilizzare gratuitamente il forum ufficiale di Google Voice su Google Gruppi per ulteriore assistenza.

## Partner e infrastrutture
I partner di Google Voice che forniscono numeri di telefono, terminazione delle chiamate, instradamento delle chiamate e altre infrastrutture includono:
- Level 3 Communications
- Global Crossing
- Broadvox Communications
- Bandwidth.com
- Pac-West Telecom
- IBasis per il routing internazionale delle chiamate in uscita
- Neustar

Nel 2009, Google ha riservato 1 milione di numeri di telefono con comunicazioni di Livello 3 che si presumeva fossero per Google Voice.

## Disputa tra AT&T e Google sul blocco delle chiamate
AT&T presentò una petizione alla Commissione federale per le comunicazioni statunitense per richiedere a Google (in quanto richiede provider POTS) di consentire chiamate verso destinazioni ad alto costo, in genere compagnie telefoniche indipendenti rurali con prezzi all'ingrosso fino a dieci volte superiori alla media nazionale. Google ha risposto che non è obbligato a consentire queste chiamate.